# Gare de Brentford
La gare de Brentford (en anglais : Brentford railway station), est une gare ferroviaire établie sur la Hounslow Loop Line (en). Elle  est située sur la Station Approach, à Brentford dans le borough londonien de Hounslow sur le territoire du Grand Londres.
C'est une gare Network Rail desservie par des trains de la South Western Railway.

## Situation ferroviaire

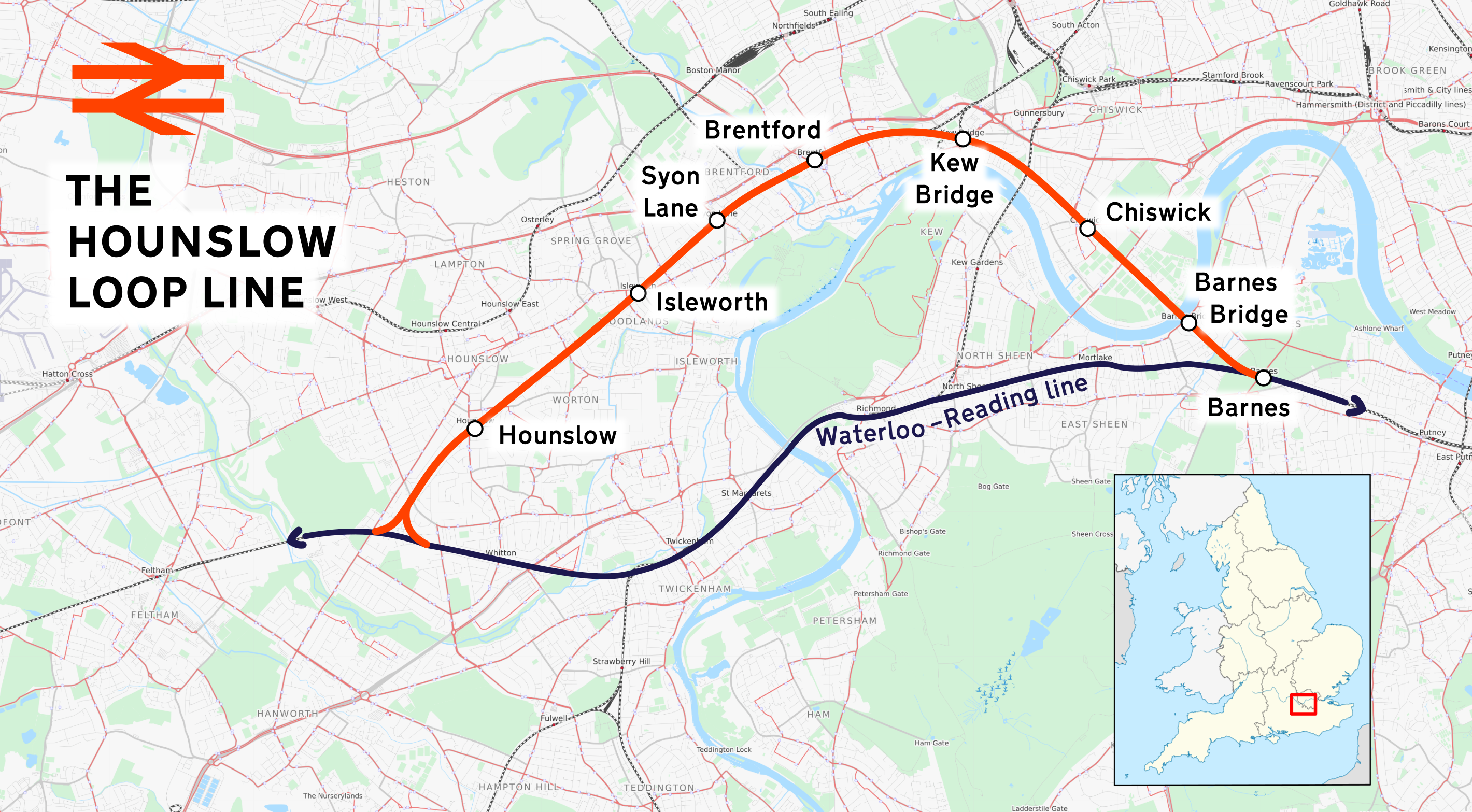
Plan de la Hounslow loop line

Gare de la  Hounslow Loop Line (en), elle est située entre les gares : de Syon Lane, en direction de Hounslow, et de Kew Bridge, en direction de Barnes.

## Service des voyageurs

### Desserte

Installations et desserte
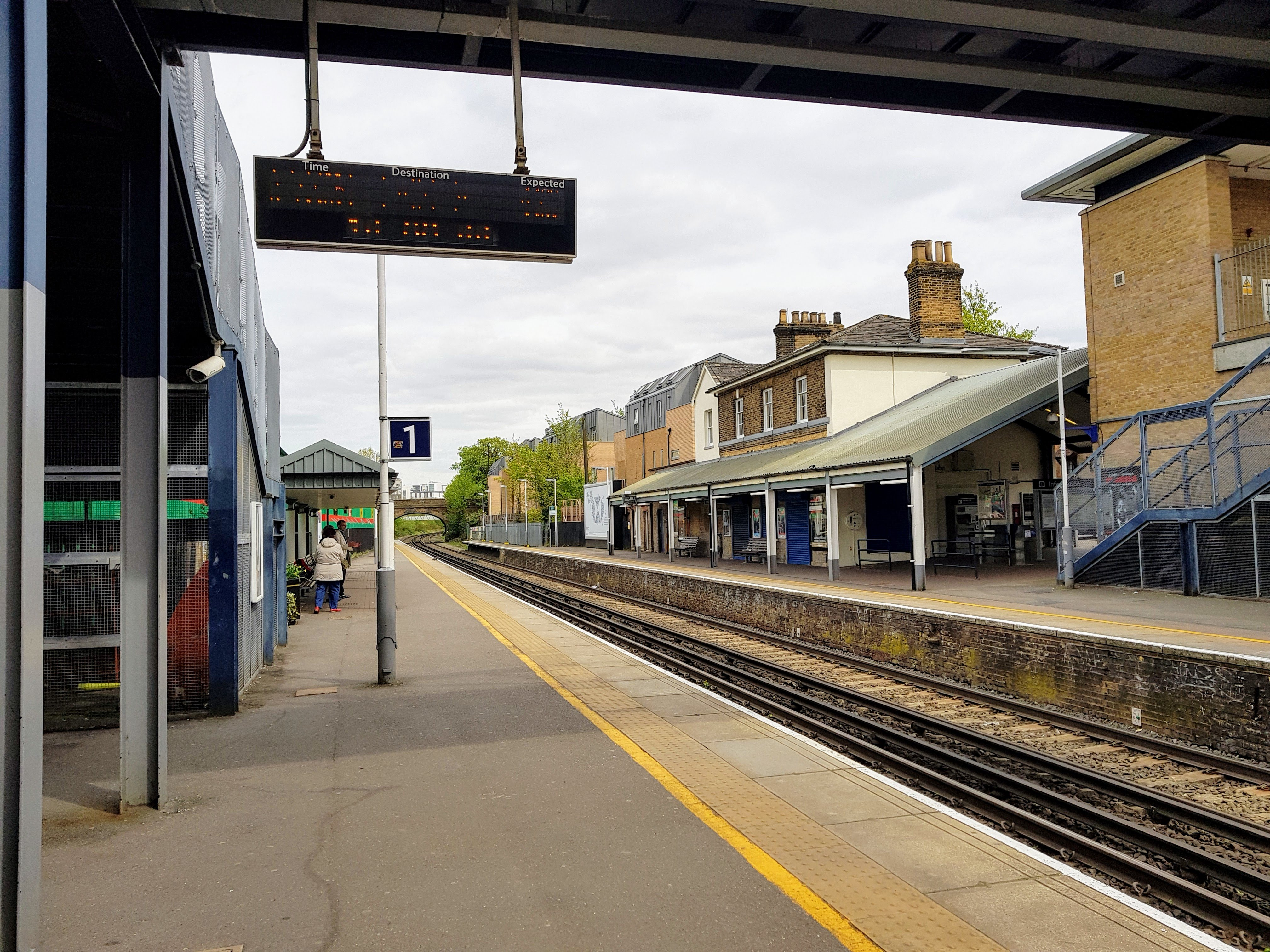
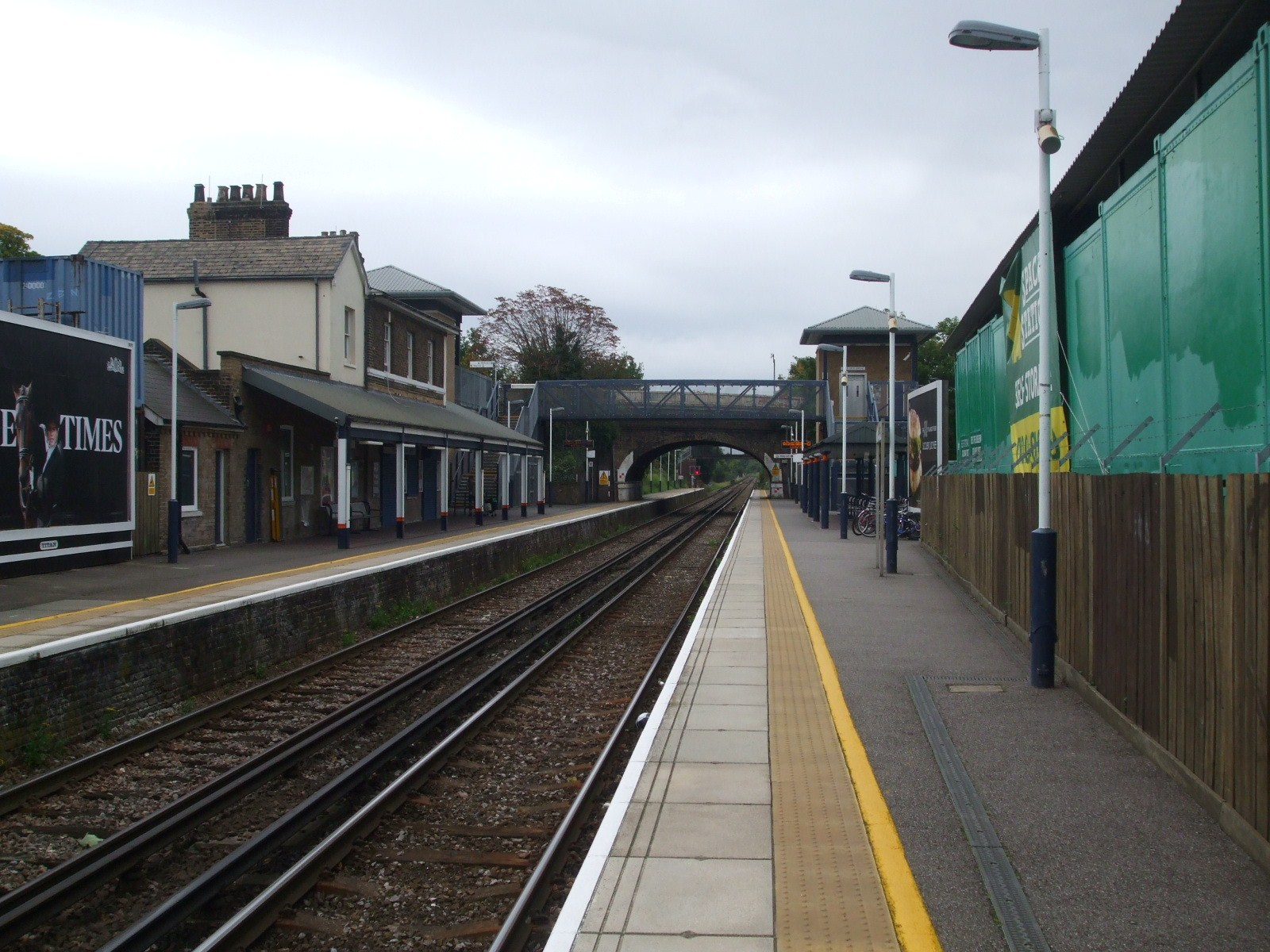
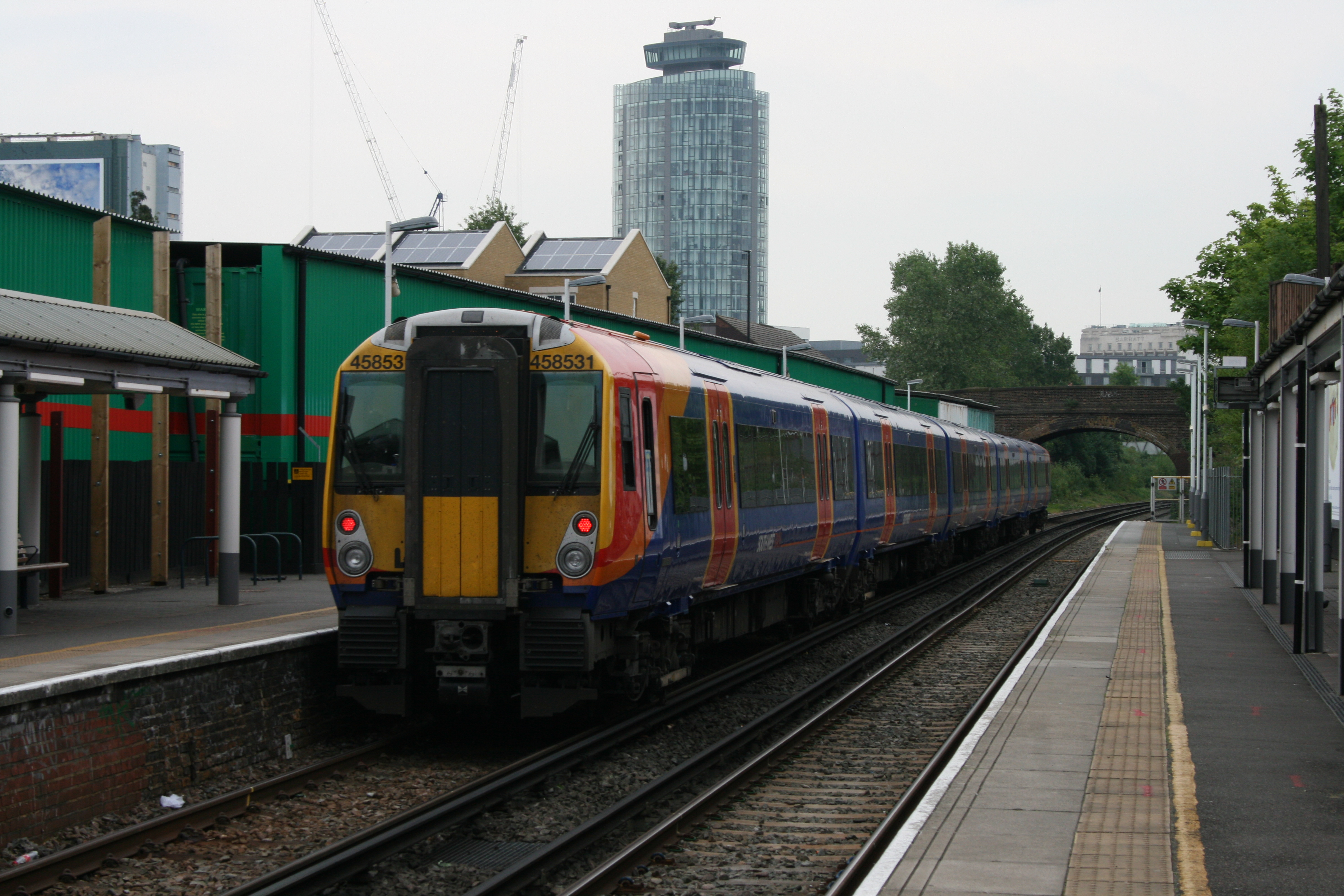